# 曹志 (三国)
曹志（3世紀—288年），字允恭，沛國譙縣（今安徽省亳州市）人，曹魏陳思王曹植的庶子。

## 生平
曹志从小好学，以有才行著称，平易简约有大度，还善于骑马射箭。曹植说：“这是保住家族的主人。”于是以曹志为嗣子，封穆鄉公。曹植死後，曹志繼位，改封為濟北王。
司馬氏篡位後，曹志降為鄄城縣公，後任樂平郡太守，遷散騎常侍兼國子博士，後轉博士祭酒。及至晉武帝遣其弟司馬攸回封地，曹志有感于司馬攸與父親的遭遇相似，上表曰:「安有如此之才，如此之親，而不得樹本助化，而遠出海隅者乎？」帝大怒，免志官。後復為散騎常侍。志遭母憂，居喪盡哀，因得疾病，喜怒失常，太康九年卒，諡曰定公。

## 延伸阅读
[在维基数据编辑]
 《晉書·卷050》，出自房玄齡《晉書》